# Edwin Lutyens

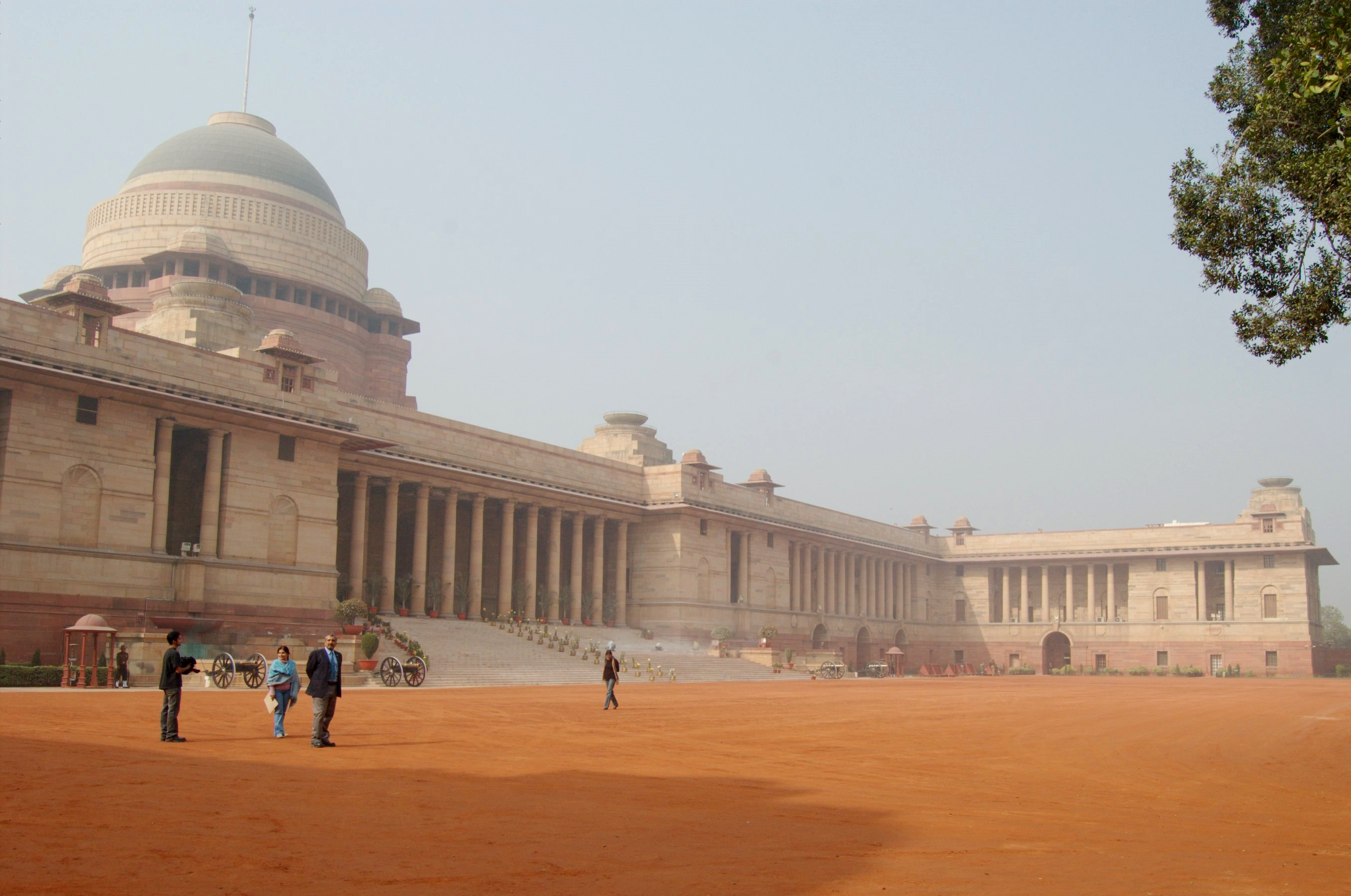
Rashtrapati Bhavan, originariamente era la Viceroy's House.

Sir Edwin Landseer Lutyens (Londra, 29 marzo 1869 – Londra, 1º gennaio 1944) è stato un architetto e designer britannico, noto per la fantasia con cui adattò gli stili architettonici tradizionali alle esigenze della sua epoca. Progettò molte case di campagna inglesi. Fu incaricato, inoltre, di progettare l'impianto urbanistico di Nuova Delhi.

## Biografia
Figlio di Charles Henry Augustus Lutyens e Mary Theresa Gallwey, Edwin nacque a Londra, ma si trasferì in tenera età a Thursley (Surrey), dove trascorse la giovinezza. Lutyens studiò architettura alla South Kensington School of Art di Londra dal 1885 al 1887. Dopo il college fu assunto dallo studio degli architetti Ernest George e Harold Peto, dove incontrò per la prima volta Sir Herbert Baker. Lavorò nel suo studio per alcuni anni, prima di aprire il suo studio nel 1888, specializzandosi nelle case di campagna. Fu proprio lavorando ai suoi primi progetti che incontro la famosa paesaggista Gertrude Jekyll, con la quale iniziò una lunga collaborazione.
Il 4 agosto 1897 sposò Lady Emily Bulwer-Lytton, figlia di Robert Bulwer-Lytton ed ebbero cinque figli: Barbara (1898-1981), Robert (1901–1971), Ursula (1904–1967), Elisabeth (1906–1983) e Mary (1908–1999).
L'artista morì a Londra nel 1944 all'età di 74 anni.

## Progetti e realizzazioni
Lutyens fu un architetto estremamente prolifico realizzando moltissimi progetti in molte nazioni. Di seguito si propone una breve sintesi di alcune delle maggiori di esse.
- 1893-1895 Prima opera di rilievo Chinthurst Hill a Bramley, su commissione Miss Aemilia Guthrie.
- 1895-96 Munstead Wood su commissione di Gertrude Jekyll.
- 1898 Padilione britannico per l'Esposizione Internazionale di Parigi del 1900.
- 1898 "Le Bois des Moutiers" Una casa di campagna con Gertrude Jekyll, Varengeville sur Mer.
- 1902 Rinnovamento del Castello di Lindisfarne, Holy Island.
- 1905 Rinnovamento del Castello di Lambay, Irlanda.
- 1911 Ristrutturazione ed ampliamento del castello di Howth, Irlanda
- 1912 Piano per la costruzione di Nuova Delhi in India, realizzando direttamente molti edifici.
- 1912-1931 Viceroy's House (Casa del Vice Re oggi Rashtrapati Bhavan) e la Viceroy's Court a Nuova Delhi.
- 1924-1939 Midland Bank a Piccadilly a Londra.
- 1920-1924 Britannic House a Finsbury Circus a Londra.
- 1924 Cenotafio di Manchester a Manchester.
- 1927-1929 Ambasciata britannica a Washington, Stati Uniti.
- 1929 Cattedrale di Liverpool, (progetto).
- 1929 Uffici a Pall Mall a Londra.
- 1935 Campion Hall a Oxford.
- 1935 La sede della Press Association e Reuters in Fleet Street a Londra.
- 1937-1939 Le fontane di Admiral Beatty e Admiral Jellicoe in Trafalgar Square a Londra.
- 1939-42 Lavorò al pinion per la Royal Academy di Londra.